# Слиммон, Дебби
Дебора Ли «Дебби» Слиммон (англ. Deborah Lee "Debbie" Slimmon; род. 3 апреля 1967 года в Мельбурне, Виктория, Австралия) — австралийская профессиональная баскетболистка, выступала в женской национальной баскетбольной лиге (ЖНБЛ). Играла на позиции лёгкого форварда. В составе национальной сборной Австралии принимала участие в Олимпийских играх 1988 года в Сеуле и в дебютном чемпионате мира среди девушек до 19 лет 1985 года в Колорадо-Спрингс.

## Ранние годы
Дебби Слиммон родилась 3 апреля 1967 года в городе Мельбурн (штат Виктория).